# Jan Peňáz
Jan Peňáz (* 29. června 1951 Nové Město na Moravě) je český římskokatolický kněz, známý poutník a papežský kaplan, čestný předseda Matice velehradské a v letech 2008 až 2017 farář ve Křtinách.

## Život
Své dětství prožil ve Slavkovicích se dvěma mladšími sourozenci, bratrem Josefem a sestrou Marií. Jeden rok studoval na střední všeobecně vzdělávací škole v Novém Městě na Moravě a poté ve středoškolském studiu pokračoval na Carnotově lyceu ve francouzském Dijonu, kde také v roce 1970 složil maturitní zkoušku. Roku 1971 začal studovat Cyrilometodějskou bohosloveckou fakultu v Litoměřicích, v letech 1973 až 1975 absolvoval základní vojenskou službu a po návratu z ní v teologickém studiu pokračoval.
Kněžské svěcení přijal 25. června 1978 v Brně z rukou Mons. Josefa Vrany. Poté působil jako farní vikář nejprve krátce ve Vranově u Brna a následně v Jedovnicích, v roce 1982 byl ustanoven administrátorem v Moutnicích a roku 1990 se stal farářem ve Velkém Meziříčí a děkanem velkomeziříčským. Po obnovení Matice velehradské byl v roce 2007 zvolen jejím předsedou (do r. 2022). Od 1. srpna 2008 byl ustanoven farářem ve Křtinách, které jsou významným mariánským poutním místem. Zde působil do července 2017, k 1. srpnu téhož roku byl jmenován farářem v Novém Veselí a dojíždějícím duchovním správcem v Bohdalově.
Dne 15. září 2010 jej papež Benedikt XVI. jmenoval kaplanem Jeho Svatosti.
Mezi jeho zájmy patří ornitologie a putování. Osobně se účastnil pěší poutě z jihu Moravy do Říma v jubilejním roce 2000 a z Velkého Meziříčí do Cách k uctění ostatků v roce 2007. V Tiskovém apoštolátu FATYMu vyšly jeho dvě knížky o pěším putování:
- Pojď na pouť (2004)[1]
- Pouť do Říma od A do Z (2006)[2]